# Halogy
Halogy es un pueblo ubicado en el distrito de Körmend, en el condado de Vas, Hungría.

## Superficie
Posee una superficie de 7,050 kilómetros cuadrados.

## Demografía
Hasta 2019 la población era de 258 habitantes, con una densidad de población de 36,60 habitantes por kilómetro cuadrado.